# Pulaeus pseudominutus
Pulaeus pseudominutus är en spindeldjursart som först beskrevs av Shiba 1978.  Pulaeus pseudominutus ingår i släktet Pulaeus och familjen Cunaxidae. Inga underarter finns listade i Catalogue of Life.